# Krum
Krum (tiếng Bulgaria: Крум) là Hãn xứ Bulgaria (803-814). Dưới triều đại ông Bulgaria có lãnh thổ trải dài từ miền trung Donau đến Dnieper và Odrin đến Núi Tatra.
Krum là người xây dựng luật pháp Bulgaria. Theo luật này, rượu bia, vu cáo và trộm cắp bị nghiêm cấm. Điều này khiến cho Krum được xem là một quân vương nghiêm khắc nhưng công minh của những người Bulgaria và Slavơ.